# Ernest Picard
Louis Joseph Ernest Picard (Parigi, 24 dicembre 1821 – Parigi, 13 maggio 1877) è stato un politico francese.

## Biografia
Dopo aver preso il dottorato in legge, venne eletto per il corpo legislativo nel 1858. Divenne un seguace di Émile Ollivier. Quando Ollivier mutò la propria posizione sul governo e dette vita ad un suo partito, Picard, membro del gruppo noto come Les Cinq (I cinque), andò verso la sinistra.
Nel 1868 fondò il settimanale L'Electeur libre e nel 1869 fu eletto dai dipartimenti dell'Hérault e della Senna al Corpo legislativo. Dal 4 settembre 1870, proclamata la Repubblica, fu ministro delle Finanze nel governo della Difesa Nazionale, sorto all'indomani della disfatta francese a Sedan che segnò il crollo dell'Impero di Napoleone III. Affidò allora la sua rivista al fratello Arthur, già «espulso dalla Borsa di Parigi come truffatore» nel 1867 e condannato nel 1868 per la sottrazione di 300.000 franchi dalla filiale della Societé générale della quale era direttore.
Nel gennaio del 1871 affiancò Jules Favre a Versailles per organizzare la capitolazione della Comune di Parigi, e nel mese successivo divenne ministro degli Interni nel gabinetto di Adolphe Thiers.
Attaccato sia dalla stampa monarchica che repubblicana, si dimise a maggio. Più tardi, fu inviato come ambasciatore a Bruxelles, dove rimase per due anni. Al suo ritorno a Parigi, riprese il suo posto nel centro sinistra, e nel 1875 divenne senatore a vita.